# Caroline Loeb

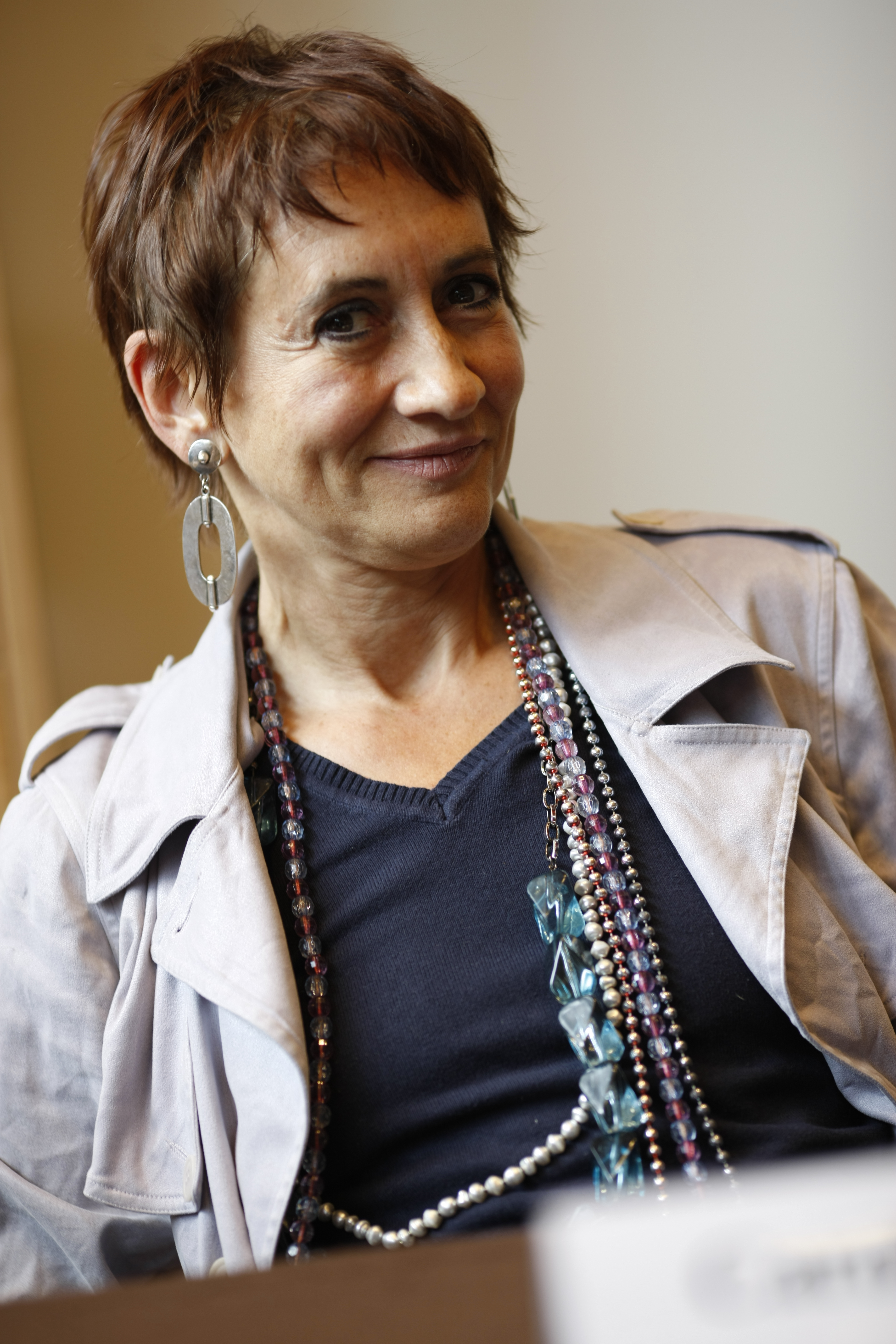
Caroline Loeb

Caroline Loeb (* 5. Oktober 1955 in Neuilly-sur-Seine) ist eine französische Chansonsängerin, Schauspielerin, Theaterregisseurin und Autorin.

## Leben und Wirken
Einen Teil ihrer Kindheit verbrachte Caroline Loeb in den USA, wo ihr Vater Albert Loeb (* 1932) von 1958 bis 1971 eine Galerie in New York City führte. 1966 eröffnete er eine Galerie in Paris, die bis 2015 bestand. Sie ist Enkelin des Galeristen Pierre Loeb (1897–1964) und Großnichte der Fotografin Denise Colomb (1902–2004), ihr Bruder ist der Schauspieler Martin Loeb (1959–2025). In den 1970er Jahren begann sie ihre Schauspielkarriere in Filmen von Jean Eustache, darunter Meine kleinen Geliebten (1974), in dem ihr Bruder die Hauptrolle spielte. Außerdem trat sie im Theater auf. 
Mit ihrer zweiten Single C’est la ouate (englischer Titel And So What), die 1986 in den Single-Charts in Italien Platz Nr. 1, in Spanien Nr. 3, Frankreich Nr. 5, Deutschland Nr. 10 und Österreich Nr. 30 erreichte, wurde sie international bekannt. 
Zu ihren zahlreichen Regiearbeiten gehört eine Inszenierung der Vagina-Monologe von Eve Ensler am Théâtre Michel in Paris (2007). Loeb veröffentlichte 2006 ihren ersten Roman Has Been.

## Diskografie

### Alben
- 1983: Piranana
- 1987: Loeb C.D.
- 2004: Best of
- 2009: Crime parfait

### Singles
- 1983: Malibu
- 1986: C’est la ouate
- 1987: A quoi tu penses?
- 1988: Amant z’aimant
- 1988: Le telefon
- 1988: Mots croisés
- 1995: J’te hais dans la peau

## Filmografie (Auswahl)
- 1973: Die Mama und die Hure (La Maman et la putain)
- 1974: Meine kleinen Geliebten (Mes petites amoureuses)
- 1978: Flammes
- 1980: L’Ombre d’un jeu
- 1982: Jimmy Jazz
- 1985: La Nuit porte jaratelles
- 1989: Femme de papier (Fernsehproduktion)
- 1991: Der Gefallen, die Uhr und der sehr große Fisch (The Favor, the Watch, and the Very Big Fish)
- 2005: Venus und Apoll (Vénus & Apollon, Fernsehserie)